# Checkpoint Alpha

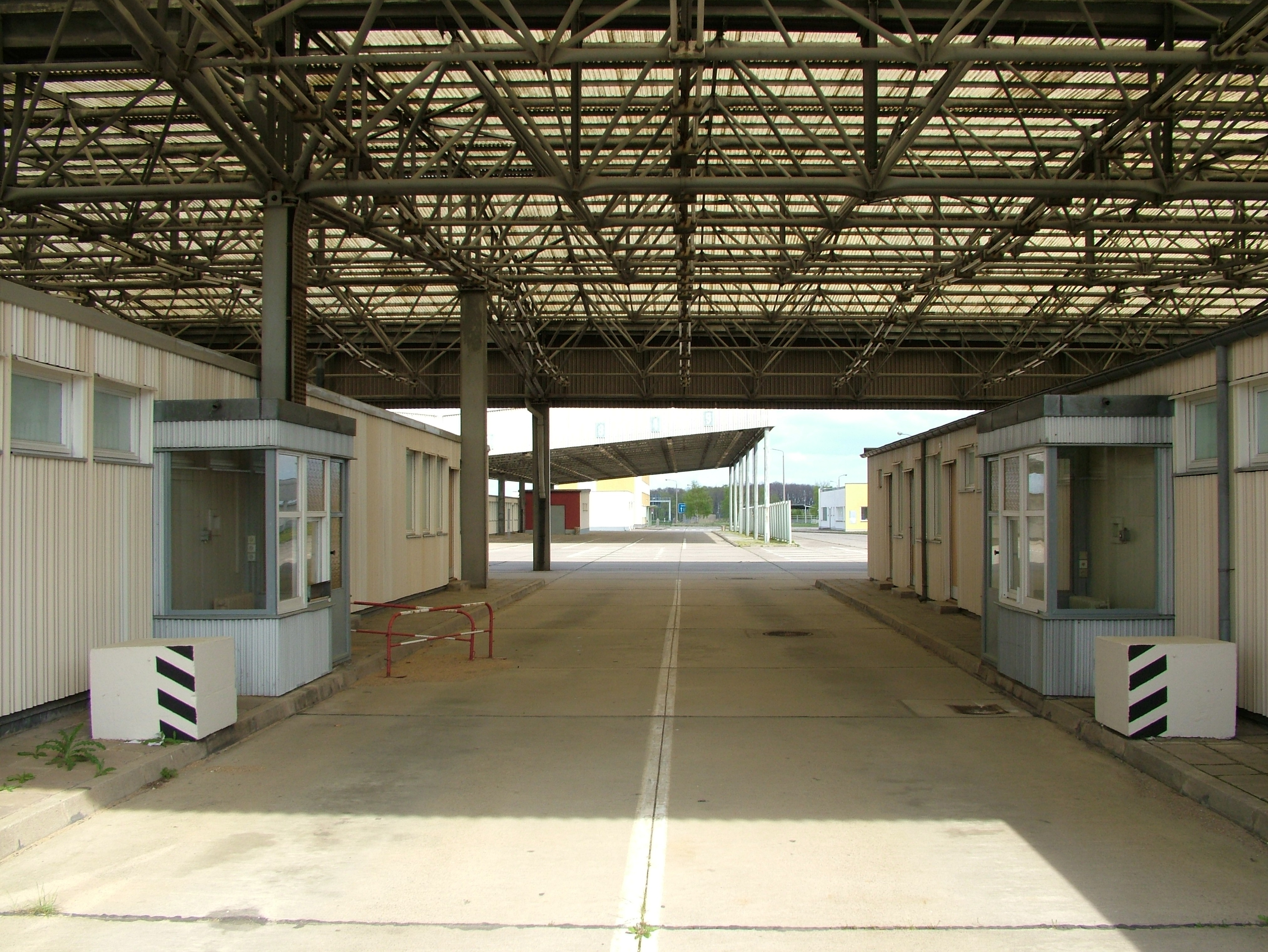
Antigo posto fronteiriço e cabinas de verificação de passaportes.

Checkpoint Alpha foi o posto de controlo fronteiriço de Helmstedt–Marienborn (em alemão:  Grenzübergang Helmstedt-Marienborn), chamado Grenzübergangsstelle Marienborn (GÜSt) (fronteira cruzando Marienborn) pela República Democrática Alemã (RDA). Era o maior e mais importante posto de fronteira da fronteira interna alemã durante a divisão da Alemanha.
Pela sua localização geográfica, que permitia a rota terrestre mais curta entre a Alemanha Ocidental e Berlim Ocidental, muito tráfego de e para Berlim Ocidental passou pela fronteira de Helmstedt-Marienborn. Muitas rotas que ligavam a Alemanha Ocidental à Alemanha Oriental, Polónia e Checoslováquia também usavam esta fronteira. O controlo funcionou de 1945 a 1990 e fica perto da vila leste-alemã de Marienborn no limite de Lappwald.